# Viorica Cărare
Viorica Cărare (n. 30 iulie 1966) este doctor habilitat în științe economice, doctor în drept, profesor universitar și economist din Republica Moldova. Din 2013 este președintele Consiliului Concurenței al Republicii Moldova, iar anterior a fost director general al Agenției Naționale pentru Protecția Concurenței (2007–2012).

## Biografie
Viorica Cărare s-a născut la 30 iulie 1966. Între 1983 și 1988 a studiat la Universitatea de Stat din Moldova, la absolvire obținând calificarea de economist, specializată în planificarea industriei. Și-a continuat studiile la Academia de Studii Economice din Moldova, unde, în 1991, a obținut titlul științific de doctor în științe economice, iar în 2001, Doctor habilitat în științe economice. Din 2003, deține gradul didactic de profesor universitar.
În perioada 1994-2010 a participat la mai multe seminare, stagiuni de perfecționare și traininguri în următoarele țări: România, Ungaria, Franța, Irlanda, Rusia, Israel, Austria, Uzbekistan, SUA, Germania, Elveția, Anglia, Luxemburg, Cehia și altele, inclusiv și stagiu de cercetare la Universitatea Pierre-Mendes France, Grenoble, Franța.
După absolvirea facultății a lucrat la Universitatea de Stat din Moldova în funcția de economist, secția plan-salarizare. Din 1992 a activat la Academia de Studii Economice din Moldova, inițial a în calitate de lector, apoi lector superior la catedra de Managment. În 1995 devine Prodecan ai aceleiași facultăți, iar în 1996 participă la fondarea catedrei de Relații Economice Internaționale la Academia de Studii Economice din Moldova, urmând a fi conducătorul acesteia în funcție de șef-catedră până în 2006.
În 2006, Viorica Cărare a fost numită în funcție de director general al Institutului Național de Economie, Finanțe și Statistică.
În perioada 2007-2012 a deținut funcția de director general al Agenției Naționale pentru Protecția Concurenței, timp în care, au fost realizate acțiuni pentru protecția și promovarea concurenței loiale pe piața mărfurilor și a serviciilor.
Din 2013 este președintele Consiliului Concurenței al Republicii Moldova și președinte al Plenului Consiliului Concurenței.
S-a implicat activ și în alte acțiuni fiind: 
- Președintele Comisiei de Evaluare Academică și Acreditare a Universității Cooperatist - Comerciale din Republica Moldova (2008),
- Secretarul Comisiei de Evaluare Academică și Acreditare a Academiei de Administrație Publică pe lîngă Președintele Republicii Moldova(2005 ),
- Membru a Comisiei de Evaluare Academică și Acreditare a Institutului Național de Economie, Finanțe și Statistică (2005),
- Președintele și Secretarul Seminarului Științific Specializat la specialitatea 08.0.14  „Economie mondială, relații economice internaționale.” (2004-2006).
- Iar în 1997, 2003 și 2006 a fost Consultant local al Reprezentanței Băncii Mondiale în Republica Moldova.

## Activitatea editorială
Viorica Cărare participă efectiv în activitatea diverselor editoriale. Astfel: 
- Din 2008 este președintele Consiliului Administrativ al revistei „Concurență”, editată de Agenția Națională pentru Protecția Concurenței.
- Din 2007 - Membră a Consiliului Editorial al Revistei „Intellectus”, editată de Agenția de Stat pentru Proprietate Intelectuală a Republicii Moldova.
- Din 2006 - Copreședinte al Consiliului de Coordonare a Buletinului Analitic Trimestrial, editat de Institutul de Economie, Finanțe și Statistică, membră a colegiului redacțional al revistei de teorie și practică economico - financiară  „Revista Economică”, Chișinău – Sibiu și membră a colegiului redacțional al Revistei „Analele Universității din București.”
- Totodată, în perioada 1996-1997 a fost redactor și prezentator al ciclului radiofonic „Inițiere în management.”. Emisiune săptămînală la Radio Moldova.

## Activitate didactică
Viorica Cărare a desfășurat o largă activitate didactică fiind profesor asociat:
- la Universitatea „ Al. I. Cuza”,  Iași, România, cursul „ Metode Statistice de studiere a pieței.”,2003-2007.
- la Universitatea „Lucian Blaga”, Sibiu, România,unde a predat cursurile „Management în comerț, turism, servicii și Economia întreprinderii.” 1999-2007 .
- la Universitatea Pierre-Mendes France, Grenoble, Franța, unde în martie 2001 a predat cursul de economie în tranziție.

## Activitate științifică
Sub conducerea sa științifică au fost susținute: 
- 1 teză de doctor habilitat,
- 6 teze de doctoranți.

## Publicații științifice
Viorica Cărare este autorul a peste 91 de publicații în reviste naționale și internaționale, inclusiv 4 monografii:
- Schițe din teoria politicii industriale (monografie). Prut internațional, Chișinău, 2000. – 123 pag.
- Globalizarea și impactul ei asupra economiilor naționale (monografie). Universitatea de Stat din Moldova,  Chișinău,  2001,  147 pag.
- Economia în schimbare: cercetări și opinii (monografie). IEFS al AȘM, Chișinău, 2006, 288 pag.
- Problemele de abordare a politicii industriale în lumea contemporană (monografie). IEFS al AȘM, Chișinău, 2006, 288 p.